# Radioactive (Album)
Radioactive (dt. Radioaktiv) ist nach dem Untergrund-Album Creek Water das zweite Soloalbum des US-amerikanischen Rappers Yelawolf. Es erschien am 21. November 2011 als Standard- und Deluxe-Edition über die Labels Shady Records, Interscope, DGC und Ghet-O-Vision.

## Musikstil und Inhalt
Die musikalische Gestaltung des Albums ist recht vielfältig. So befinden sich neben typischen Rapsongs (z. B. Get Away, Whip It) auch Rap-Rock-Stücke (Growin’ Up in the Gutter, Slumerican Shitizen) und viele Lieder mit gesungenen Refrains (z. B. Made in the U.S.A., Animal, Write Your Name, Radio) auf Radioactive. Die Themenvielfalt reicht von reinen Party-Songs (Hard White (Up in the Club)) bis zu tiefgründigen Stücken (z. B. Write Your Name). Raptechnisch sind viele Verse dem schnellen Doubletime zuzuordnen.

## Produktion
Die für das Album genutzten Instrumentals stammen von vielen verschiedenen Produzenten, wobei Yelawolfs Labelchef Eminem als ausführender Produzent fungierte. Dieser ist auch als Co-Produzent bei den Songs Let's Roll (mit The Audibles und Mr. Pyro) sowie In this World (mit WillPower) gelistet. WillPower ist zugleich mit neun Beats (Radioactive Introduction, Growin’ Up in the Gutter, Throw It Up, The Hardest Love Song in the World, Everything I Love the Most, Slumerican Shitizen, The Last Song), der am meisten vertretene Produzent. I See You produzierte er zusammen mit The Audibles (Co) und Sasha Sirota (Co). The Audibles schufen außerdem die Beats zu Good Girl (mit Poo Bear als Co-Produzent) sowie Whip It. Für das Instrumental von Get Away zeichnet Phonix Beats verantwortlich, während Tha Hydrox die musikalische Untermalung zu Hard White (Up in the Club) lieferte. Animal wurde von Diplo und Borgore produziert, wogegen der Beat zu Made in the U.S.A. von Emanuel Kiriakou und Blaqsmurph (Co) stammt. Außerdem schufen J.U.S.T.I.C.E. League den Beat von Write Your Name und Jim Jonsin steuerte das Instrumental zu Radio bei.

## Covergestaltung
Das Albumcover ist eine Zeichnung, die einen blonden Jungen zeigt, der mit Reagenzgläsern und Bunsenbrenner hantiert. Im Hintergrund sind chemische Formeln und eine Explosion zu sehen. Am oberen Bildrand steht der Titel Radioactive in orange. Darunter steht klein und in schwarz der Schriftzug Amazing and Mystifying Chemical Tricks (dt. Erstaunliche und verwirrende chemische Tricks). Im unteren Teil des Bildes steht Gadsden – Alabama. U.S.A. sowie der typische Yelawolf-Schriftzug. Beim Cover der Deluxe Edition ist der Radioactive-Schriftzug in grün gehalten und darunter steht Deluxe Edition.

## Gastbeiträge
Auf 13 der 18 Titel treten neben Yelawolf andere Musiker in Erscheinung. So rappt Eminem eine Strophe im Song Throw It Up und einen Teil des Refrains bei In this World. Das ehemalige Three-6-Mafia-Mitglied Gangsta Boo ist ebenfalls auf Throw It Up zu hören. Vor allem für die Refrains verschiedener Lieder holte der Rapper diverse Sängerinnen ins Boot. So ist Priscilla Renea bei Made in the U.S.A. zu hören, Fefe Dobson singt auf Animal den Refrain und Mona Moua tritt bei Write Your Name in Erscheinung. Der Sänger Kid Rock ist auf Let's Roll vertreten, wogegen Yelawolf bei Hard White (Up in the Club) von Lil Jon unterstützt wird. Shawty Fatt und Mystikal rappen Verse auf Get Away, während Poo Bear bei Good Girl und The Hardest Love Song in the World die Refrains singt. Killer Mike hat einen Gastbeitrag auf Slumerican Shitizen. Außerdem sind Rittz bei Growin’ Up in the Gutter und Danny Morris auf Radio zu hören.

## Titelliste
| #  | Titel                              | Gastbeiträge             | Produzent                              | Länge |
| -- | ---------------------------------- | ------------------------ | -------------------------------------- | ----- |
| 1  | Radioactive Introduction           |                          | WillPower                              | 2:57  |
| 2  | Get Away                           | Shawty Fatt und Mystikal | Phonix Beats                           | 3:23  |
| 3  | Let's Roll                         | Kid Rock                 | The Audibles, Mr. Pyro und Eminem (Co) | 3:54  |
| 4  | Hard White (Up in the Club)        | Lil Jon                  | Tha Hydrox                             | 3:23  |
| 5  | Growin’ Up in the Gutter           | Rittz                    | WillPower                              | 3:40  |
| 6  | Throw It Up                        | Gangsta Boo und Eminem   | WillPower                              | 4:54  |
| 7  | Good Girl                          | Poo Bear                 | The Audibles und Poo Bear (Co)         | 4:24  |
| 8  | Made in the U.S.A.                 | Priscilla Renea          | Emanuel Kiriakou und Blaqsmurph (Co)   | 3:28  |
| 9  | Animal                             | Fefe Dobson              | Diplo und Borgore                      | 3:42  |
| 10 | The Hardest Love Song in the World | Poo Bear                 | WillPower                              | 2:59  |
| 11 | Write Your Name                    | Mona Moua                | J.U.S.T.I.C.E. League                  | 3:44  |
| 12 | Everything I Love the Most         |                          | WillPower                              | 4:05  |
| 13 | Radio                              | Danny Morris             | Jim Jonsin                             | 5:32  |
| 14 | Slumerican Shitizen                | Killer Mike              | WillPower                              | 3:36  |
| 15 | The Last Song                      |                          | WillPower                              | 3:41  |

Bonus-Songs der Deluxe-Edition:
| #  | Titel         | Gastbeiträge | Produzent                                          | Länge |
| -- | ------------- | ------------ | -------------------------------------------------- | ----- |
| 16 | Whip It       |              | The Audibles                                       | 4:04  |
| 17 | I See You     |              | WillPower, The Audibles (Co) und Sasha Sirota (Co) | 3:55  |
| 18 | In this World | Eminem       | WillPower und Eminem (Co)                          | 4:04  |

## Chartplatzierungen und Singles
Mit etwa 41.000 verkauften Einheiten in der ersten Woche stieg Radioactive auf Platz 27 in die US-Charts ein und hielt sich 16 Wochen in den Top 200. Während das Album in der Schweiz für eine Woche auf Position 91 in die Charts einstieg, konnte es die Top 100 in Deutschland nicht erreichen.
Im Vorfeld der Veröffentlichung des Albums wurden die Songs Hard White (Up in the Club) sowie Let's Roll als Singles inklusive Musikvideos ausgekoppelt, die sich beide nicht in den Charts platzieren konnten. Let's Roll erhielt aber im Jahr 2018 für mehr als 500.000 verkaufte Einheiten in den Vereinigten Staaten eine Goldene Schallplatte. Außerdem erschien im Juli 2012 ein 12-minütiger Kurzfilm zum Lied Growin’ Up in the Gutter, der zum Teil kontroverse Szenen, die unter anderem Tötungen von Menschen zeigen, enthält.
| Jahr | Titel       | Höchstplatzierung, Gesamtwochen, AuszeichnungChartplatzierungen (Jahr, Titel, Platzierungen, Wochen, Auszeichnungen, Anmerkungen) | Höchstplatzierung, Gesamtwochen, AuszeichnungChartplatzierungen (Jahr, Titel, Platzierungen, Wochen, Auszeichnungen, Anmerkungen) | Höchstplatzierung, Gesamtwochen, AuszeichnungChartplatzierungen (Jahr, Titel, Platzierungen, Wochen, Auszeichnungen, Anmerkungen) | Höchstplatzierung, Gesamtwochen, AuszeichnungChartplatzierungen (Jahr, Titel, Platzierungen, Wochen, Auszeichnungen, Anmerkungen) | Höchstplatzierung, Gesamtwochen, AuszeichnungChartplatzierungen (Jahr, Titel, Platzierungen, Wochen, Auszeichnungen, Anmerkungen) | Anmerkungen                             |
| Jahr | Titel       | DE | AT | CH | UK | US | Anmerkungen                             |
| ---- | ----------- | --- | --- | --- | --- | --- | --------------------------------------- |
| 2011 | Radioactive | — | — | CH91 (1 Wo.)CH | — | US27 (16 Wo.)US | Erstveröffentlichung: 21. November 2011 |

## Rezeption
Radioactive wurde von Kritikern überwiegend durchschnittlich bis positiv bewertet. Die Seite Metacritic errechnete aus 17 Kritiken englischsprachiger Medien einen Schnitt von 62 Prozent.
Die Internetseite laut.de hob Yelawolfs Texte und Raptechnik positiv hervor, kritisierte aber die Refrains sowie manche Beats und vergab drei von möglichen fünf Punkten:

„Hookless – dabei wäre der Knabe aus Alabama mal besser geblieben. Während seine ohne Punkt und Komma, dafür aber mit einer doppelten Ladung Rhythmusgefühl in die Runde geratterten Verse meist keinerlei Wünsche offen lassen, beweist Yelawolf auf "Radioactive" nicht unbedingt ein Händchen für den zwingenden Chorus. Ob Kid Rock in "Let's Roll", R'n'B-Schmalz in "Good Girl" oder mittelprächtiger ("Write Your Name") bis schauderhafter ("Made In The U.S.A.") Frauengesang: Die Hookline-Gäste hätte sich Yelawolf – mit Ausnahme von Lil Jon, der in "Hard White (Up In The Club)" das Crunk-Fass wieder aufmacht – allesamt schenken können. Anders sieht es schon bei den Rap-Features aus, darunter Killer Mike und natürlich Shady Records-Boss Eminem. Insbesondere das Wiedersehen mit Mystikal, der einem in "Get Away" das Kantholz seiner Stimme in den Gehörgang rammt, gestaltet sich über die Maßen vergnüglich. […] Schade nur, dass die Beats der Qualität und insbesondere der Bösartigkeit der Lyrics zu oft nicht gerecht werden. […] Warum nach deutlich schärferem Einstieg spätestens ab der Hälfte der Laufzeit derart brave Klavier-, Streicher-, Spieldosen- oder Akustikgitarrenklänge die Oberhand gewinnen müssen, erschließt sich nicht unmittelbar – zumindest nicht, betrachtet man zugleich Yelawolfs Texte und Gebaren.“